# Newnesiidae
Newnesiidae zijn een familie van weekdieren uit de klasse van de Gastropoda (slakken).

## Geslachten
- Hocius Moles, Avila & Malaquias, 2017
- Newnesia E. A. Smith, 1902

### Synoniem
- Anderssonia Strebel, 1908 => Newnesia E. A. Smith, 1902